# Alte Synagoge von Regensburg

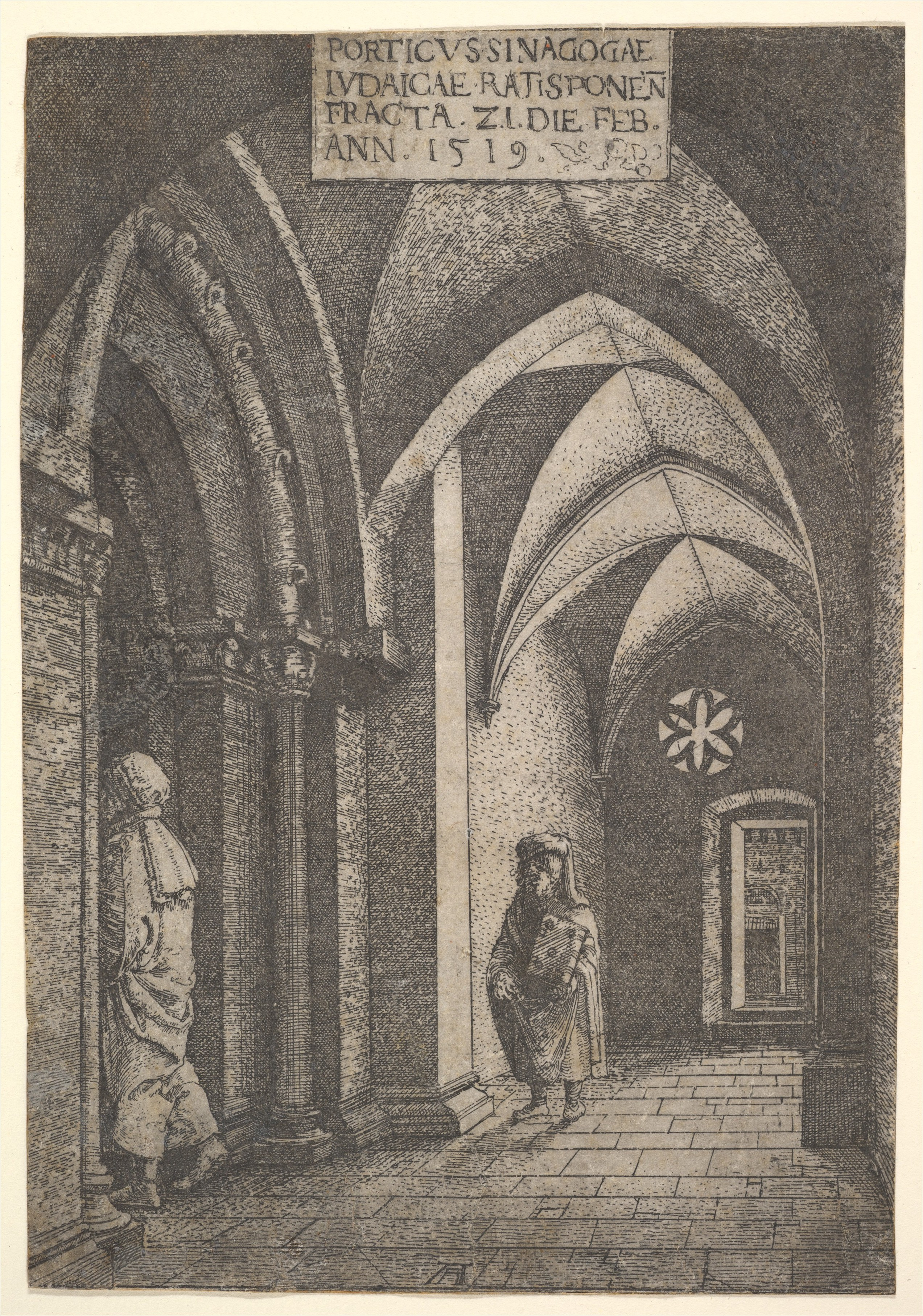
Vorhalle

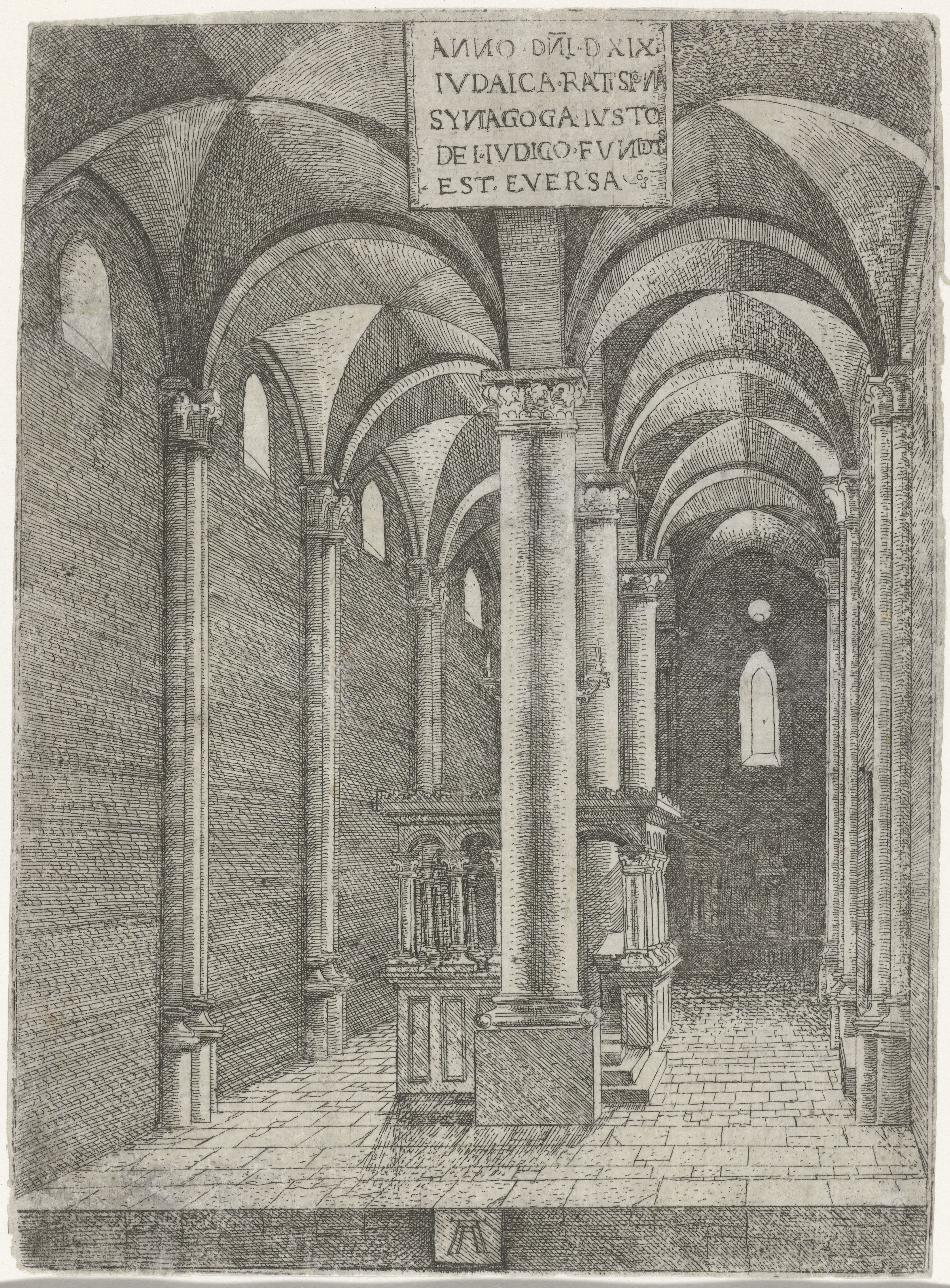
Innenansicht

Die Alte Synagoge von Regensburg war ein Bauwerk, das bei der Vertreibung der jüdischen Gemeinde aus Regensburg 1519 entweiht und unmittelbar danach abgerissen wurde. Es ist die einzige aschkenasische mittelalterliche Synagoge, deren Innenraumgestaltung durch eine Bildquelle bekannt ist.

## Umstände der Synagogenzerstörung
Die jüdische Gemeinde zu Regensburg hatte sich 1517 erfolgreich gegen Hetzpredigten des Dompredigers Balthasar Hubmaier gewehrt und dessen Ausweisung aus Regensburg erreicht. Der antijüdisch gesinnte Stadtrat nutzte daher die Gunst der Stunde, als Kaiser Maximilian I., der Schutzherr der Juden, am 12. Januar 1519 in Wels verstarb. Der Beschluss war bereits gefasst: Unverzüglich wurde der jüdischen Gemeinde mitgeteilt, alle ihre Mitglieder müssten bis zum 25. Februar die Stadt verlassen. Ein Aufschub von drei Tagen zur Regelung ihrer finanziellen Verhältnisse war alles, was der Stadtrat den Regensburger Juden noch zugestand.
Die Zerstörung der Synagoge wurde mit großer Eile ins Werk gesetzt. Bereits am 21. Februar begann der Abriss des Portikus, am folgenden Tag wurde der Hauptraum in den Abriss mit einbezogen. Die genauen Daten sind deshalb interessant, weil man sieht, wie wenig Zeit Albrecht Altdorfer für seine im Folgenden beschriebene Bauaufnahme hatte. Er fertigte Architekturzeichnungen an, die als Vorlage für zwei Radierungen dienten.

## Albrecht Altdorfers Radierungen der Synagoge

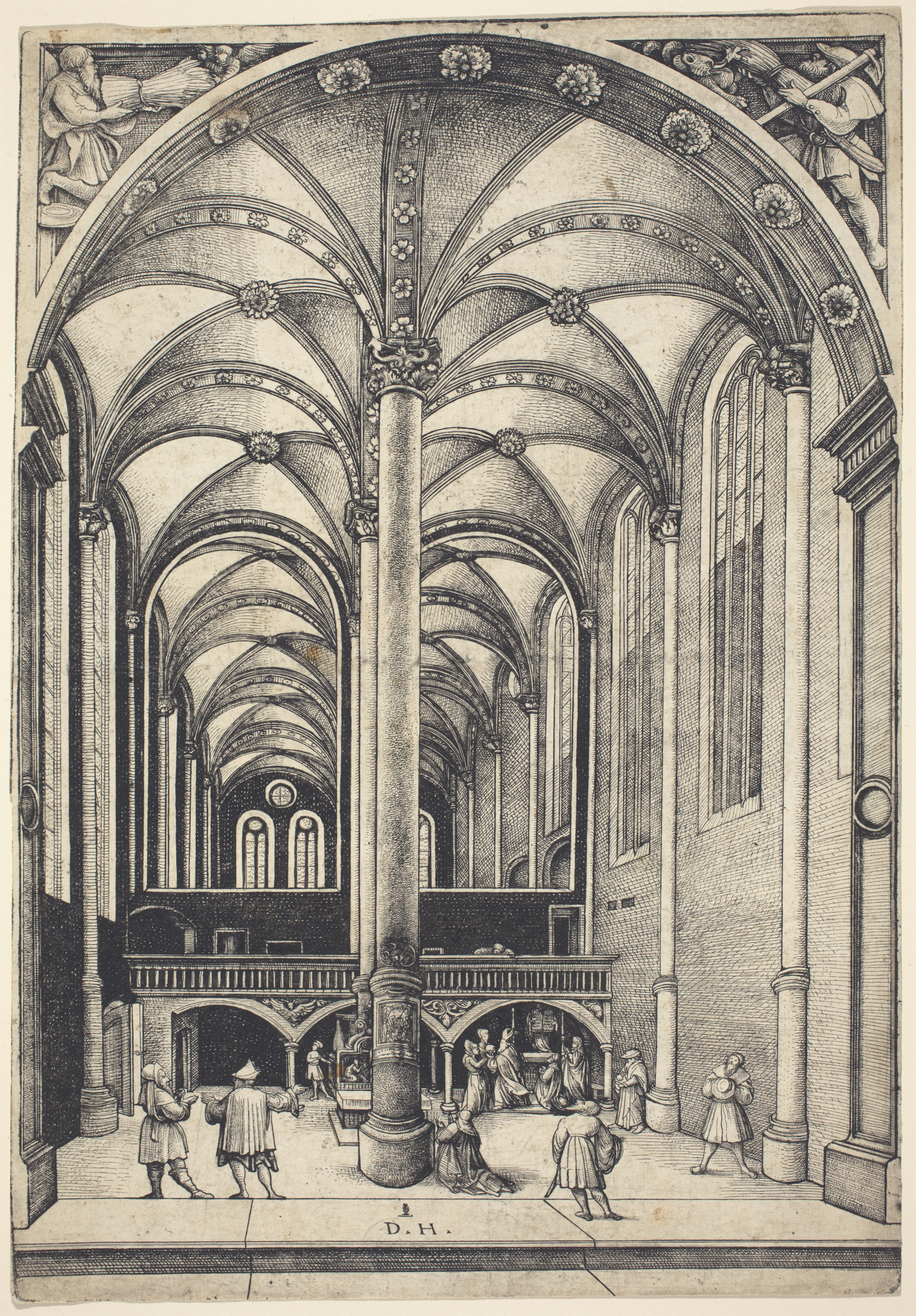
Das Scherflein der Witwe (Daniel Hopfer, Radierung)

Altdorfers Projekt, das Aussehen der Synagoge vor der Zerstörung zu dokumentieren, ist singulär. Aus den Quellen erfährt man nicht, wer der Auftraggeber war oder welchen Kundenkreis Altdorfer mit den beiden Blättern ansprechen wollte. Thomas Noll schlägt vor, dass der Synagogenraum für Künstler als Hintergrund biblischer Szenen von Interesse war, und in der Tat benutzte Daniel Hopfer Altdorfers Synagogendarstellung als Vorlage für eine Radierung, die die neutestamentliche Perikope vom Scherflein der Witwe (Lk 21, 1–4) zum Thema hatte.
Die beiden Blätter stellen Vorraum und Hauptraum der Regensburger Synagoge dar und sind wahrscheinlich aufeinander bezogen: man kann das Blatt mit dem Portikus rechts neben das Blatt mit Darstellung des Innenraums legen; dabei wird der Blick des Betrachters im Vorraum von rechts nach links zum Portal gelenkt, das auf der Darstellung des Hauptraums am rechten Bildrand wieder erscheint. Durch den Druck sind beide Blätter gegenüber Altdorfers Zeichnung spiegelverkehrt, das heißt, ursprünglich entsprach die Blickführung der Leserichtung von links nach rechts und war damit noch eingängiger.
Im Vorraum der Synagoge sind zwei Juden beim Betreten des Gotteshauses dargestellt, die dem Betrachter als Identifikationsfiguren dienen. Sie ermöglichten es dem Besitzer der beiden Radierungen, „diesen Ort in der Vorstellung aufzusuchen, ihn zu durchschreiten und sich darin aufzuhalten.“ Zusammen mit der Beobachtung, dass die beiden Blätter zwar judenfeindlich betitelt sind (siehe unten), die Synagoge aber als ein eindrucksvolles Gebäude dargestellt ist, kommt Noll daher zu einer weiteren Vermutung: Altdorfer habe die Radierungen an Regensburger Juden verkauft, die eine Erinnerung an ihre Synagoge mitnehmen wollten. Radierungen waren vergleichsweise schnell fertiggestellt, und die fahrige Ausführung der Beischriften zeigt, dass unter Zeitdruck gearbeitet wurde.
Da die Synagoge anscheinend von enger Wohnbebauung umgeben war, ließ sich die Fassade des Gebäudes schlecht zeichnen.

### Ansicht der Vorhalle
Beischrift: PORTICUS. SINAGOGAE / JUDAICAE. RATISPONEN(SIS) / FRACTA .21. DIE FEB(RUARII). / ANN(O) 1519. „Portal der jüdischen Regensburger Synagoge. Abgebrochen am 21. Februar des Jahres 1519.“
Maße: 164 mm × 116 mm
Diese Vorhalle macht den Eindruck einer späteren Zufügung zu der romanischen Synagoge. An der Stirnseite ist ein Rundfenster mit gotischem Maßwerk zu sehen, ein Sechspass, der einem sechsstrahligen Stern ähnelt – dieses Motiv war auf dem Siegel der Regensburger Synagogengemeinde dargestellt.
Zwei Besucher der Synagoge, durch ihre Tracht als Juden erkennbar, beleben die Architekturansicht. Die vordere Person tritt soeben durch das Portal, so dass sie nur von hinten erkennbar ist. Die zweite Person trägt ein großformatiges Buch.

### Innenansicht der Synagoge
Beischrift: ANNO. D(OMI)NI. (M) D XIX. / IVDAICA RATISPONA / SYNAGOGA. IVSTO / DEI IVDICIO. FUNDIT(V)S / EST. EVERSA. „Im Jahr des Herrn 1519 ist die jüdische Regensburg-Synagoge nach dem gerechten Urteil Gottes von Grund auf abgerissen worden.“
Maße: 170 mm × 126 mm
Altdorfer hat den nur gut 16 Meter langen und 6 Meter breiten Sakralraum zentralperspektivisch dargestellt, mit rhythmisierten Pfeilern und Diensten und baldachinartigen Kreuzrippengewölben, wodurch er weiträumiger wirkt, als er tatsächlich war. Man blickt von Westen in einen zweischiffigen, durch drei Säulen unterteilten Raum, denen je drei dreifach gebündelte Dienste an den Längswänden entsprechen. In der Mitte des Raumes befindet sich das Geviert der Bima. Dieser um drei Stufen erhöhte Ort für die Toralesung umschließt die mittlere Säule. Die Bima nimmt die Mitte des sonst leeren Synagogenraums ein und ist eingefasst durch Säulchen mit Knospenkapitellen und Arkaden. An der Ostwand ist der Toraschrein, architektonisch durch einen Wimperg hervorgehoben, von der Bima teilweise verdeckt und im Schatten, daher nur andeutungsweise zu sehen.
Das Licht fällt durch kleine, hochliegende Obergadenfenster an den Längsseiten ein sowie durch ein schmales Lanzettfenster an der Ostwand – ein zweites Lanzettfenster ist wohl hinzu zu denken und durch die Säulenreihe verdeckt. Über der Bima hängt ein Leuchter von der Decke herab, der durch die vordere Säule zum größten Teil verdeckt ist.
Der Künstler hat bei dieser Innenansicht der Synagoge „einen realiter nicht möglichen Standpunkt eingenommen, nämlich außerhalb des Raumes, dessen vierte, westliche Wand gleichsam geöffnet erscheint, während der Schnitt durch die Steinquader des Bodens zugleich etwa die Raumgrenze markiert.“

## Ausgrabungen auf dem Neupfarrplatz

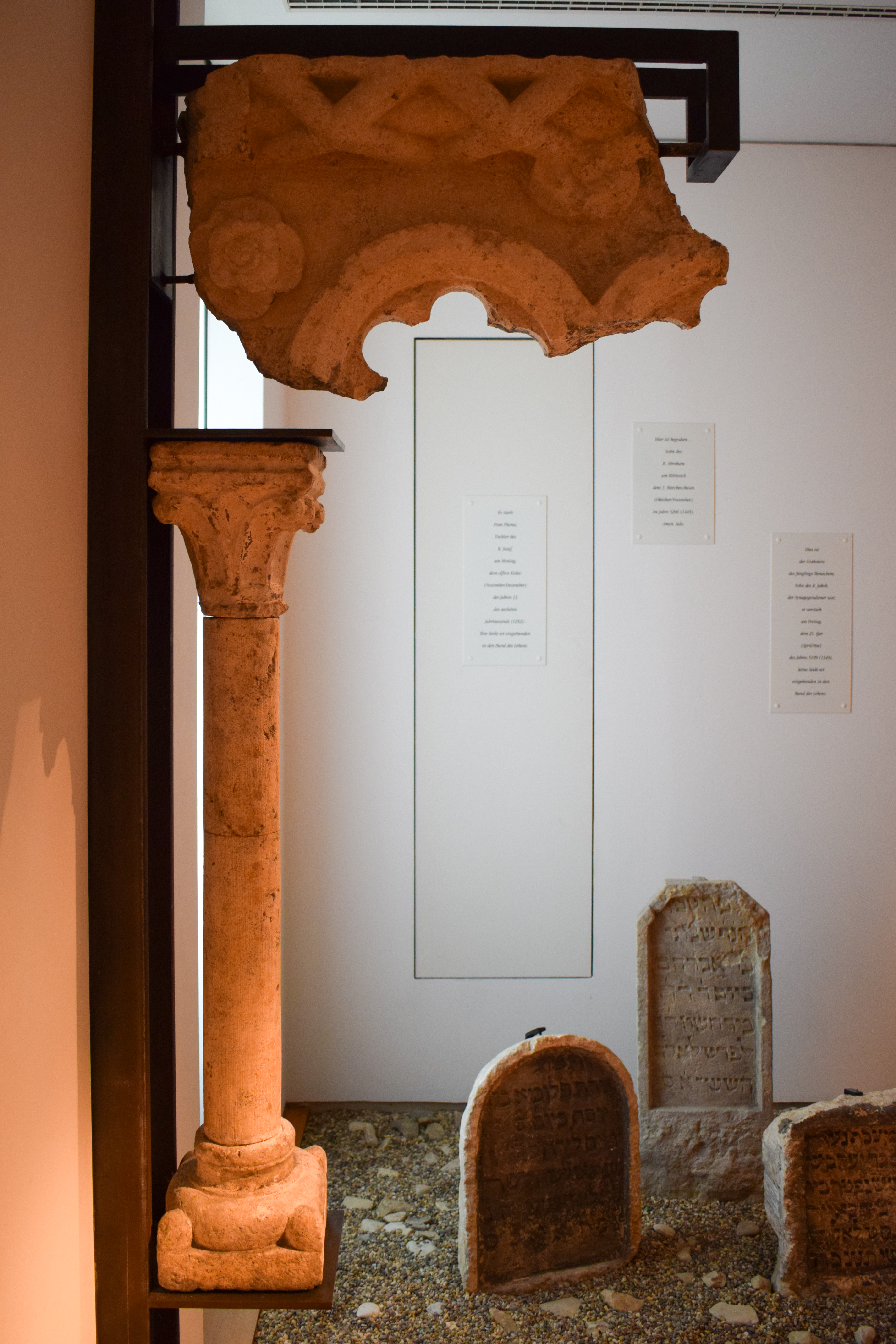
Teile der Bima im Historischen Museum Regensburg, entdeckt im Jahr 1940

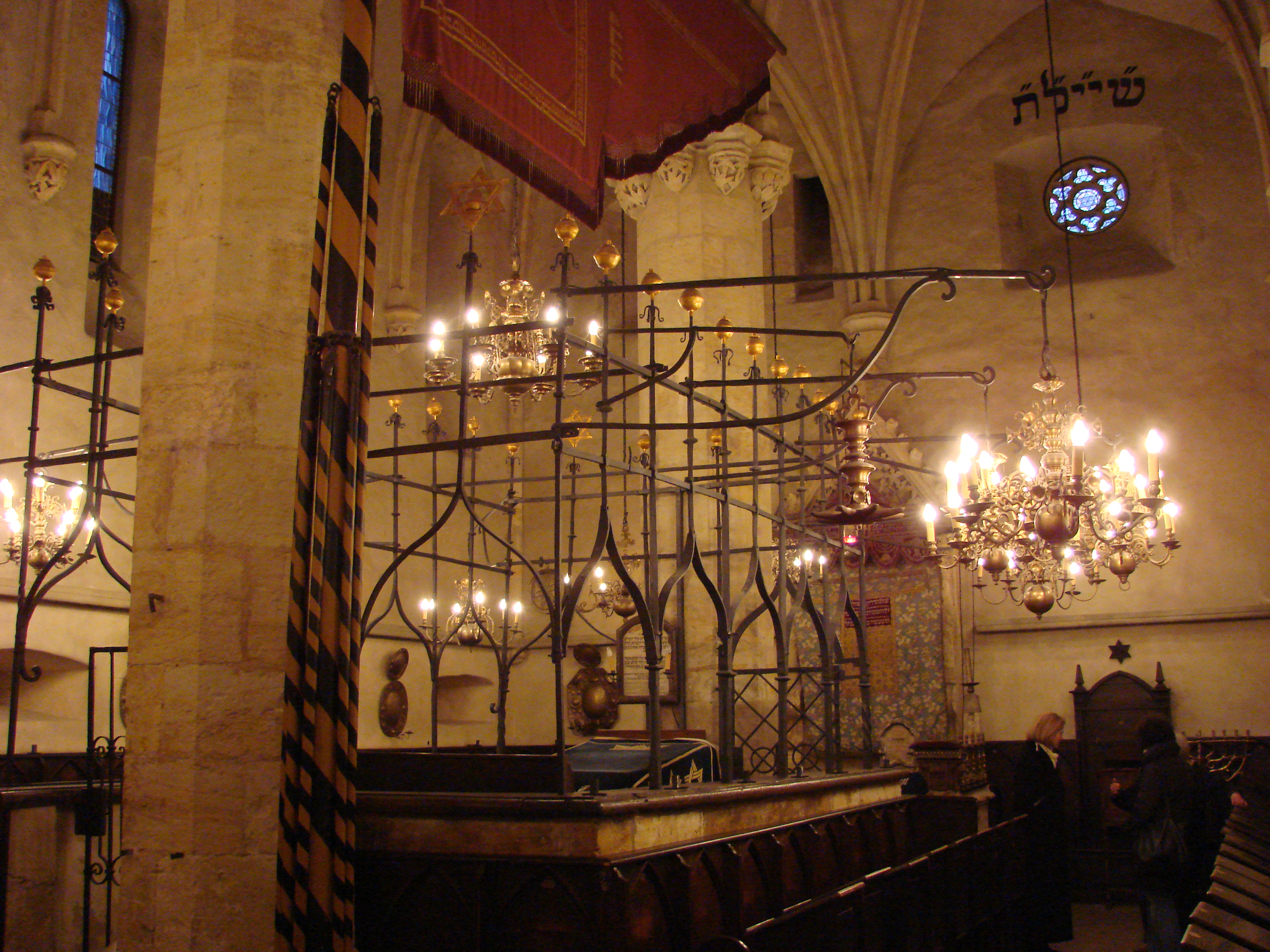
Innenraum der Prager Altneuschul, die nach dem Vorbild der Regensburger Synagoge gebaut wurde. Anstelle einer steinernen Brüstung ist die Bima hier von einem Metallgitter eingefasst

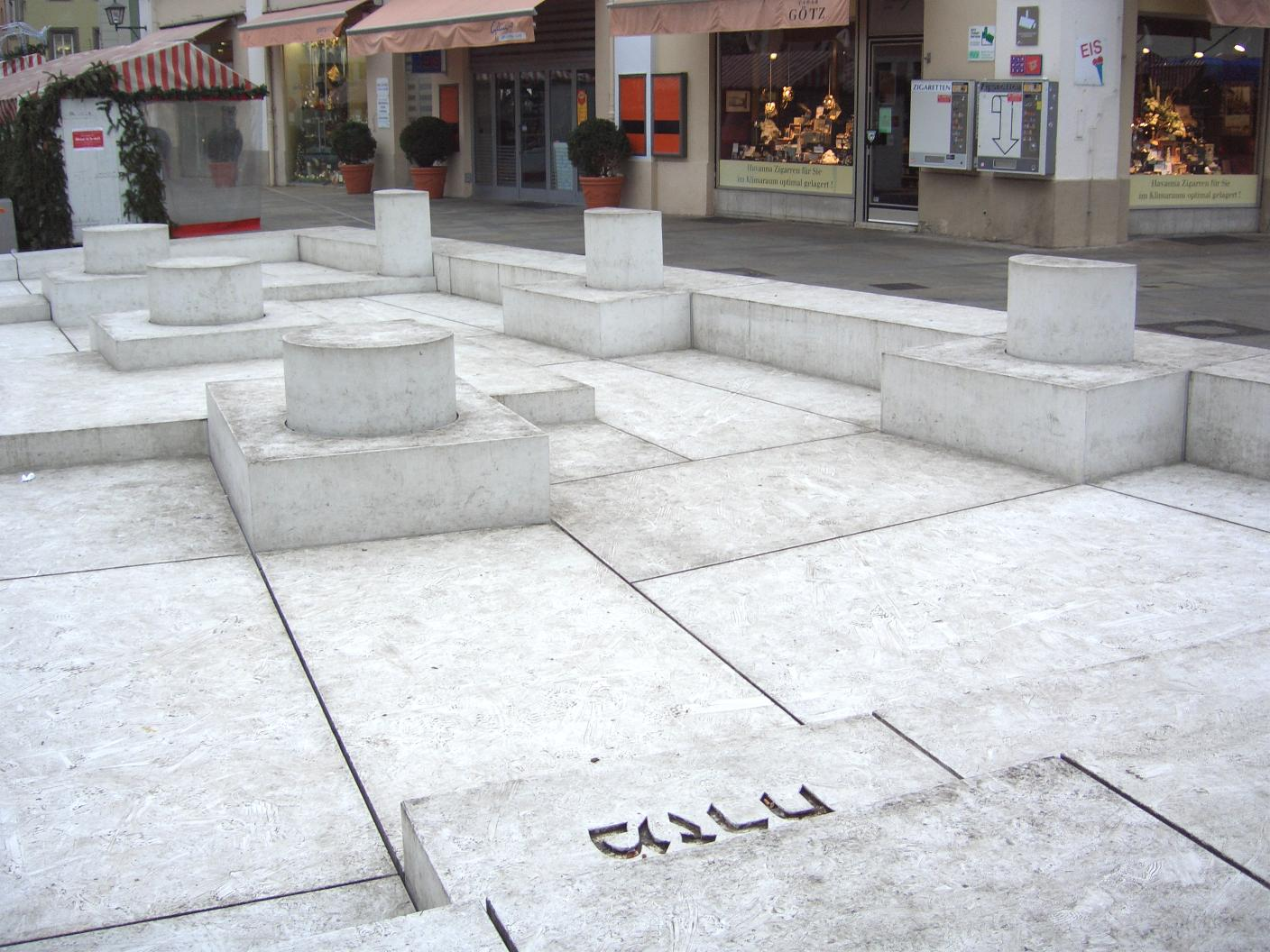
Misrach: Im Vordergrund markiert der hebräische Schriftzug מזרח den Standort des Toraschreins; die Basen der drei Mittelsäulen sind angedeutet und dazwischen der erhöhte Standort der Bima

Fragmente der Bima wurden schon um 1940 gefunden. Zwei Stücke der Brüstung, ein Säulchen mit Knospenkapitell und das Fragment eines Rundbogens befinden sich heute im Museum der Stadt Regensburg.
Überraschend kamen 1995 bis 1997 auf dem Neupfarrplatz die Grundmauern der zerstörten Synagoge bei Ausgrabungen ans Licht. Diese war zuvor unter der heutigen Neupfarrkirche vermutet worden. Aber die Fundamente der drei Mittelsäulen stimmten mit Altdorfers Radierung überein, so dass die Identifizierung eindeutig war.
Die von Altdorfer im Bild festgehaltene spätromanisch-frühgotische Synagoge wird ins frühe 13. Jahrhundert datiert und erweiterte einen kleineren Vorgängerbau aus dem späten 11. Jahrhundert. Sie hatte einen trapezförmigen Grundriss; die Längswände maßen 16,20 Meter, die Westwand 6, 30 Meter und die Ostwand (mit dem Toraschrein) 9,20 Meter. Das Geviert der Bima 3,50 m lang und 3,25 m breit.
Ursprünglich hatte die Synagoge zwei Zugänge an der Süd- und Nordseite, doch wurde das Südportal zugemauert.
Der zweischiffige Gebäudetyp findet sich ebenso bei der Wormser Synagoge, aber auch bei der Nikolauskapelle beim Regensburger Schottenkloster. Die Regensburger Synagoge gab das Vorbild ab für die jüngeren Synagogen, die in Prag und Wien entstanden.

## Misrach
Das begehbare Relief Misrach von Dani Karavan befindet sich seit 2005 an der Stelle der mittelalterlichen Synagoge.
Koordinaten: 49° 1′ 6″ N, 12° 5′ 45″ O